# مضاد اللوكوترين
مضاد اللوكوترين هو دواء يعمل كمثبط للإنزيمات المتعلّقة باللوكوترين (أراخيدونات 5-ليبوأكسيجيناز) أو كمضاد لمستقبلات اللوكوترين (مستقبلات السيستنيل لوكوترين)، ومن هنا تعارض وظيفة وسطاء الالتهاب. ينتج الجهاز المناعي اللوكوترينات والتي تعمل على تشجيع تضيّق القصبات الهوائية، الالتهاب، نفاذية الأوعية الدموية الدقيقة، وإفراز المخاط في الربو ومرض الانسداد الرئوي المزمن. في بعض الأحيان يُشار بالعامية إلى مضادات مستقبلات اللوكوترين بالاسم لوكاست.

## توجّهات
هناك نوعان من التوجّهات لإثباط عمل اللوكوترينات.

### تثبيط مسار الـ 5-ليبوأكسجيناز
تثبط الأدوية التي تثبط إنزيم الـ 5-ليبوأكسجيناز المسار الاصطناعي لأيض اللوكترينات.